# Most Kintai

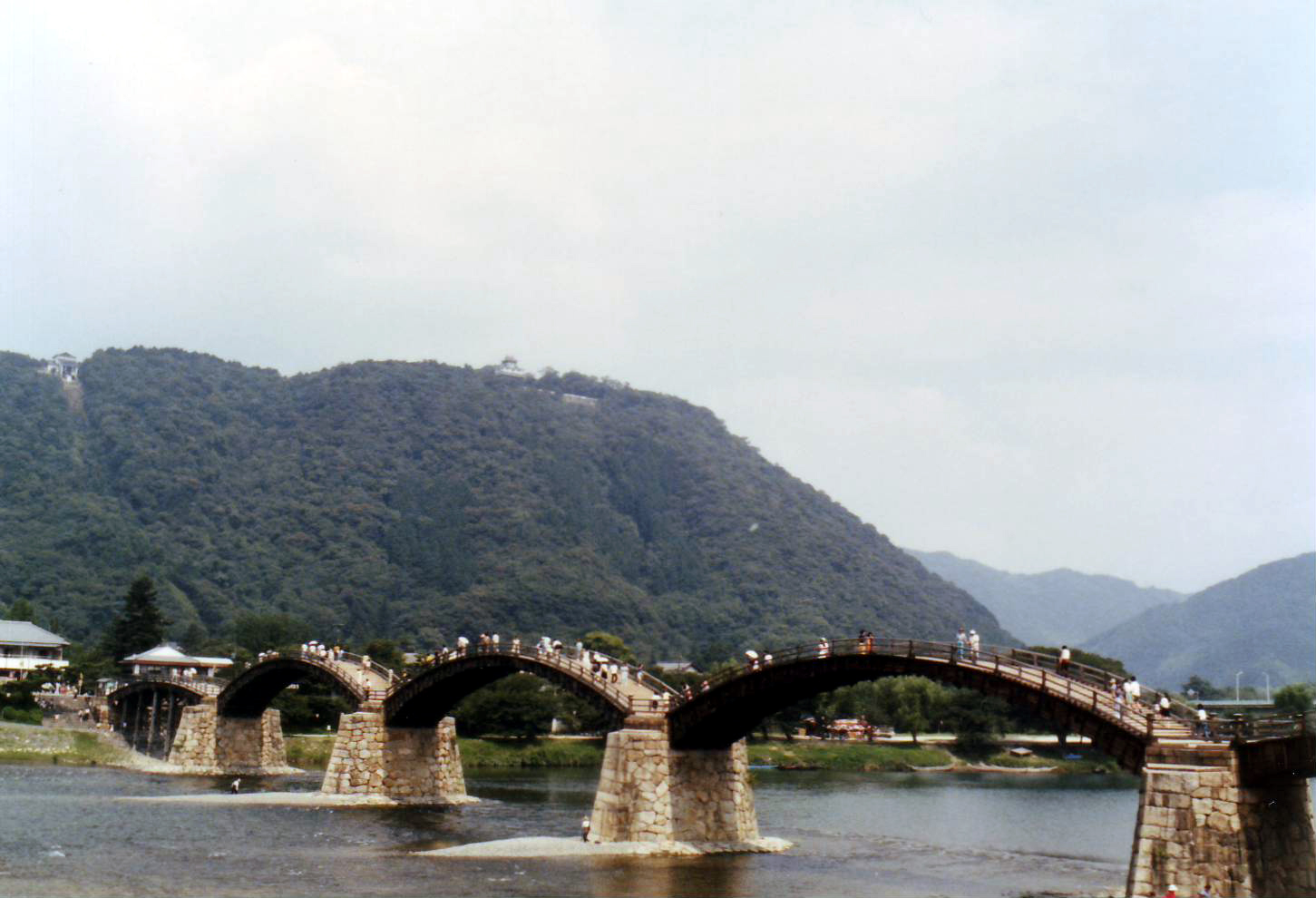
Most Kintai a hrad Iwakuni

Most Kintai (japonsky: 錦帯橋, Kintai-kjó; česky: Brokátový pás) je most ve městě Iwakuni v japonské prefektuře Jamaguči. Jeho pět dřevěných oblouků se klene přes řeku Nišiki. Původní most pocházel z roku 1674, ale v roce 1950 ho strhla povodeň způsobená tajfunem. O tři roky později ho nahradila přesná kopie, která zde stojí dodnes. V letech 2001 a 2004 prošel most částečnou rekonstrukcí. Most je postaven ze dřeva bez použití jediného hřebíku.
Během období Edo mohli po mostě přecházet pouze samurajové, ostatní obyvatelé se převáželi na loďkách.